# Parodia horstii
Parodia horstii ist eine Pflanzenart aus der Gattung Parodia in der Familie der Kakteengewächse (Cactaceae). Das Artepitheton horstii ehrt den in Deutschland geborenen Leopoldo Horst, der in Brasilien Kakteen sammelte und exportierte.

## Beschreibung
Parodia horstii wächst einzeln oder gelegentlich auch Gruppen bildend. Die grünen Triebe sind kugelig bis zylindrisch geformt. Sie werden bis zu 30 Zentimeter hoch und 14 Zentimeter im Durchmesser groß. Sie weisen einen weißwolligen, bedornten Scheitel auf. Die 12 bis 19 Rippen sind deutlich mit kleinen, stumpfen, durch schmale Kerben getrennte Höcker versehen. Die in den Einkerbungen vorhandenen Areolen sind kreisrund und weiß. Die 1 bis 6 Mitteldornen sind gerade bis gebogen oder auch verdreht. Sie sind 1 bis 3 Zentimeter lang, nadelig und gelb bis braun. Die 10 bis 15 Randdornen sind dagegen eher fein und 0,6 bis 3 Zentimeter lang. Sie sind ebenfalls nadelig, gerade oder gebogen und weiß bis hellbraun.
Die Blüten erscheinen in Scheitelnähe. Sie sind gelblich orange bis rötlich oder purpurnfarben und werden 3 bis 3,5 Zentimeter lang und 3 Zentimeter im Durchmesser groß. Das Perikarpell ist mit Schuppen und dichter weißer Wolle und auch Borsten besetzt. Die Narbe ist hell- bis orangerot, manchmal auch hellgelb. Die kugeligen bis tönnchenförmigen Früchte sind bewollt. Sie sind bis zu 1 Zentimeter lang und reißen bei der Reife trocken auf. Dabei enthalten sie matt schwarze etwas gehöckerte Samen.

## Verbreitung, Systematik und Gefährdung
Parodia horstii ist im  brasilianischen Bundesstaat Rio Grande do Sul verbreitet.
Die Erstbeschreibung erfolgte 1966 als Notocactus horstii durch Friedrich Ritter. Nigel Paul Taylor stellte die Art 1987 in die Gattung Parodia. Ein weiteres nomenklatorisches Synonym ist Peronocactus horstii (F.Ritter) Doweld (1999).
In der Roten Liste gefährdeter Arten der IUCN wird die Art als „Endangered (EN)“, d. h. als stark gefährdet geführt.

## Nachweise